# Saetheria fuscipennis
Saetheria fuscipennis är en tvåvingeart som först beskrevs av Linevich 1959.  Saetheria fuscipennis ingår i släktet Saetheria och familjen fjädermyggor. Inga underarter finns listade i Catalogue of Life.